# Valerijan II.
Valerijan II. (lat. Publius Licinius Cornelius Valerianus), sin rimskog cara Galijena i njegove žene Kornelije Salonine, unuk cara Valerijana. Bio je niži suvladar svoga oca Galijena od 256. do 257. godine kada je ubijen.